# Liste der Bürgermeister von Altomünster
Die Liste der Bürgermeister von Altomünster gibt einen Überblick über die Bürgermeister des oberbayerischen Marktes.

## Bürgermeister
| Bürgermeister | Bürgermeister                     | Partei | Partei          | Amtszeit / Amtszeit |
| ------------- | --------------------------------- | ------ | --------------- | ------------------- |
|               | Alois Dempf Rotgerbermeister      |        |                 | 1869–1875           |
|               | Johann Huber Färbermeister        |        |                 | 1876–1884           |
|               | Joseph Sedlmair Säcklermeister    |        |                 | 1884–1911           |
|               | Johann Rößler Rotgerbermeister    |        |                 | 1912–1919           |
|               | Kaspar Wildgruber Schmiedemeister |        |                 | 1919–1923           |
|               | Xaver Maurer Landwirt             |        |                 | 1923–1929           |
|               | Johann Rößler Privatier           |        |                 | 1930–1935           |
|               | Peter Hofberger Schmiedemeister   |        | NSDAP           | 1936–1945           |
|               | Alto Gruner Uhrmachermeister      |        |                 | 1945–1948           |
|               | Wolfgang Graf Kaufmann            |        |                 | 1948–1950           |
|               | Anton Hofberger Landwirt          |        |                 | 1950–1956           |
|               | Dr. Wolfgang Drach Zahnarzt       |        |                 | 1956–1970           |
|               | Anton Hofberger jun. Landwirt     |        |                 | 1970–1990           |
|               | Konrad Wagner Verwaltungsfachwirt |        | FWG             | 1990–2014           |
|               | Anton Kerle ---                   |        | CSU             | 2014–2020           |
|               | Michael Reiter                    |        | FWG Altomünster | seit 2020           |